# Oliver Mowat
Oliver Mowat (ur. 22 lipca 1820, zm. 19 kwietnia 1903 w Toronto) – kanadyjski polityk II poł. XIX w., premier prowincji Ontario, uczestnik konferencji w Quebecu. Zaliczany jest do grona Ojców Konfederacji.
Choć Mowat był z przekonań konserwatystą, nieufność wobec Johna Macdonalda, a w szczególności George-Étienne’a Cartiera, skierowała go w stronę reformistów. W latach 1858–1864 był deputowanym do parlamentu i członkiem gabinetu Browna-Doriona, oraz ministrem poczty w gabinecie Macdonalda-Doriona. W 1864 był współautorem raportu Browna, proponującego zmiany konstytucyjne w prowincji, który stał się podstawą dyskusji na temat konfederacji. W 1872 został premierem prowincji Ontario. W 1896 został senatorem, a 1897 gubernatorem porucznikiem Ontario.